# 云鹏道街道
云鹏道街道是中华人民共和国河北省廊坊市广阳区下辖的一个街道办事处。

## 行政区划
云鹏道街道下辖以下村级行政区划单位：
大学城社区、下庄头村、上庄头村、桐柏村、堤口村、堤上营村、乃自房村、麻营村、后王各庄村、小马坊村和小哲垡村。